# Lolo Burapu
Der Lolo Burapu (kurz: Burapu) ist ein osttimoresischer Berg im Verwaltungsamt Lolotoe (Gemeinde Bobonaro). Er hat eine Höhe von 425 m und befindet sich im Süden der Aldeia Silagolo (Suco Lupal). Nordwestlich liegt der Manolor (678 m).